# 75 mm Reșița Model 1943
Tunul antitanc de calibrul 75 mm Reșița Model 1943 a fost o piesă de artilerie fabricată de Regatul României în timpul celui de-al Doilea Război Mondial. Proiectat atât ca tun antitanc, cât și ca tun de câmp, tunul Reșița utiliza elemente de la tunurile de fabricație sovietică de calibrul 76,2 mm, tunul antiaerian britanic de calibrul 75 mm Vickers Model 1936 și tunul german antitanc PaK 40. Piesa a fost folosită atât pe Frontul de Răsărit, în timpul Bătăliei pentru România, cât și pe Frontul de Vest.
Considerat a fi o realizare tehnică de excepție, tunul intrat în producție relativ târziu în război și nu a putut contribui la schimbarea situației de pe Frontul de Răsărit. După evenimentele din 23 august 1944, tunul Reșița Model 1943 s-a dovedit a fi o armă capabilă, fiind folosit în timpul luptelor pentru eliberarea României, Ungariei și Cehoslovaciei. Producția tunului a încetat după numai 10 luni la ordinele forțelor de ocupație sovietice. Piesa de artilerie a fost retrasă din uz în anul 1998, la 54 de ani de la introducerea sa.

## Proiectare

### Situația interbelică

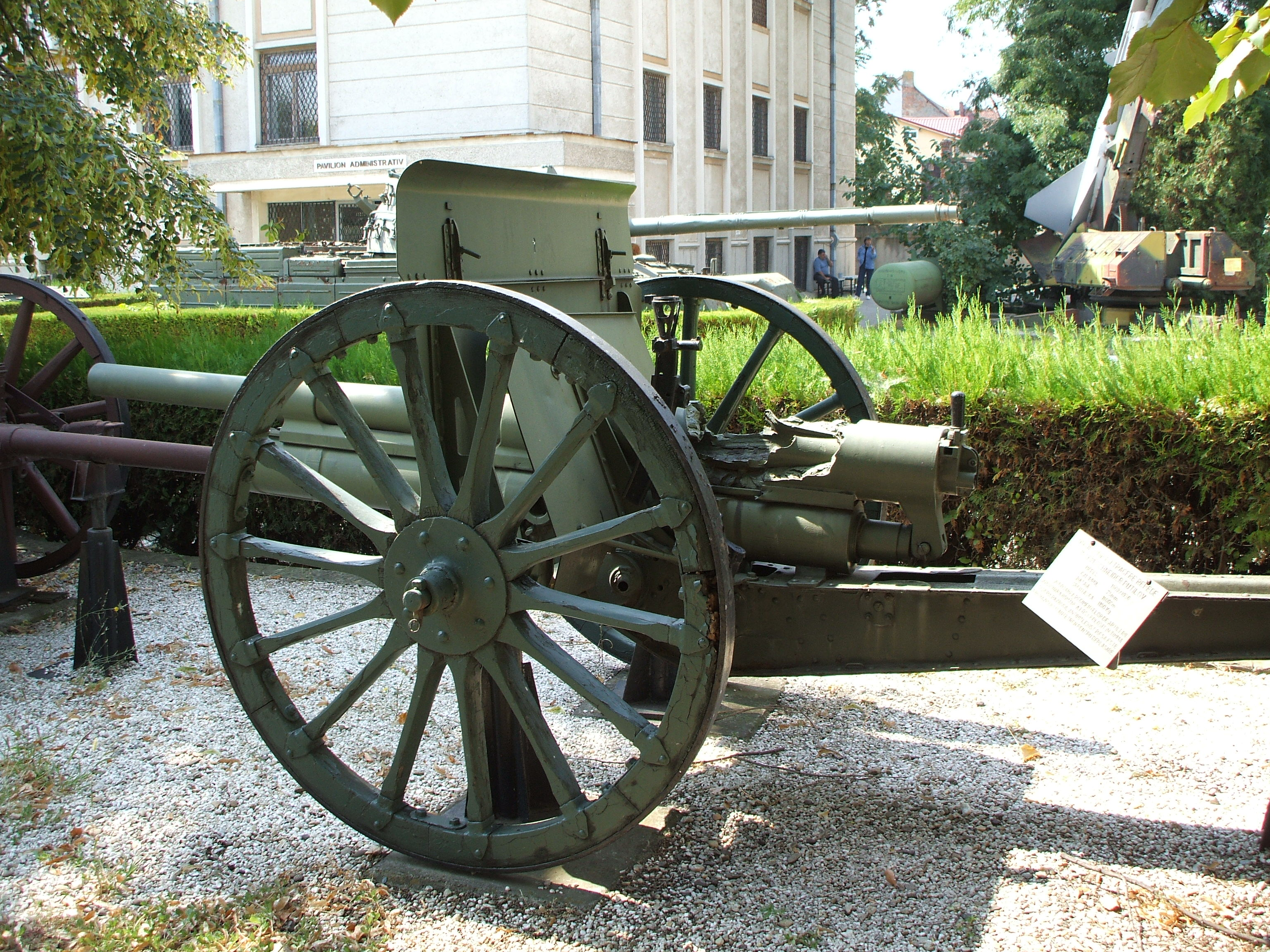
Tun de câmp model 1902/36 tubat amovibil FF-KF-RF expus la Muzeul Militar Național „Regele Ferdinand I” din București.

La sfârșitul Primului Război Mondial, în dotarea armatei române se aflau tunurile de câmp Krupp calibrul 75 mm (germane), Puteaux calibrul 75 mm (franceze) și Putilov calibrul 76,2 mm (rusești). Toate aceste tunuri aveau caracteristici comune, specifice perioadei respective. Limitările tehnice ale acestor modele au condus la achiziționarea unor tunuri de câmp Skoda în perioada 1930-1933. Deși comisia militară a acceptat inițial prototipul tunului Skoda, o altă comisie specială trimisă de Ministerul de Război a refuzat omologarea tunului. Acest lucru a reprezentat startul scandalului denumit „Afacerea Skoda”. Singurul avantaj al prototipului propus de uzinele Skoda era bătaia mai mare cu aproximativ 25%, însă greutatea tunului era mult prea mare. Comanda pentru 24 de baterii a fost anulată, iar în dotare au rămas tot vechile tunuri din Primul Război Mondial. Ministerul de Război a luat însă decizia de a le moderniza, nefiind justificată achiziționarea unor tunuri noi cu performanțe asemănătoare.
Uzura avansată a acestor tunuri a necesitat regenerarea țevilor prin procedeul numit „tubare amovibilă”, realizat la Uzinele Reșița. Această operațiune a condus la uniformizarea calibrului și muniției. Tunurile Putilov (cele mai numeroase) au fost recalibrate la 75 de milimetri, iar muniția standard a fost obuzul Schneider Model 1917 care avea bătaia de 11 kilometri. Cu toate acestea, nu au fost rezolvate limitările tehnice ale tunurilor. La mijlocul anilor 1930 au apărut primele tunuri de câmp bifleș (cu două fălcele) moderne: Polonia și Franța nu s-au dovedit a fi însă interesate de vânzarea noilor tunuri de calibrul 75 mm. Tot în această perioadă, Uniunea Sovietică a introdus pe scară largă conceptul de tun cu dublă întrebuințare: antiaeriană/de câmp (tunul F-22 de calibrul 76,2 mm Model 1936) sau antitanc/de câmp (tunul USV de calibrul 76,2 mm Model 1939), însă informațiile despre aceste tunuri erau limitate.

### Începutul celui de-al Doilea Război Mondial
La începutul Operațiunii Barbarossa, tunurile Putilov modernizate, denumite oficial „tunuri de câmp model 1902/36 tubate amovibil FF-KF-RF”, reprezentau materialul de bază al artileriei române la nivel de divizie de infanterie. Aceste tunuri aveau însă o viteză redusă la gura țevii, fiind ineficiente ca tunuri antitanc, și erau depășite tehnic. Într-un raport trimis Marelui Stat Major la data de 14 septembrie 1941, intitulat Învățămintele trase din operațiile executate de Armata a 3-a în războiul cu rușii (3 iulie - 10 septembrie 1941) era menționată următoarea precizare despre tunurile de calibrul 75 mm tubate amovibil: 
 Materialul de 75 mm (...) este foarte precis și permite o cadență vie. Infanteria rusă era îngrozită de tirul rapid și eficace al acestui tun căruia îi spuneau „tunul mitralieră”. Însă în cazul acestui material, dacă rămâne mai departe în dotare trebuie să i se facă afetul bifleș. Neavând afet bifleș, la distanțe mari și chiar medii nu puteam trage cu el decât după ce la călcâiul afetului îi făceam o groapă corespunzătoare înclinării ce urma a se da țevii - adâncime de până la 1,20/1,40m - ori pentru a săpa această groapă era nevoie de timp, deci întârziere în acțiunea imediată. 
Tunurile antitanc ale armatei române, deși moderne înainte de începerea războiului, erau deja depășite la mijlocul anului 1941. Tunurile Puteaux de 25 mm, Bofors de 37 mm, Bohler de 47 mm, Breda de 47 mm și Schneider de 47 mm erau ineficiente atât ca tunuri antitanc (nu aveau efect asupra noilor tancuri sovietice T-34), cât și ca tunuri de câmp (din cauza proiectilului exploziv mic). Tunurile antitanc germane PaK 38, PaK 97/38 și PaK 40 erau livrate în cantități insuficiente, iar dintre acestea doar modelul PaK 40 era eficient împotriva tancurilor grele KV-1.

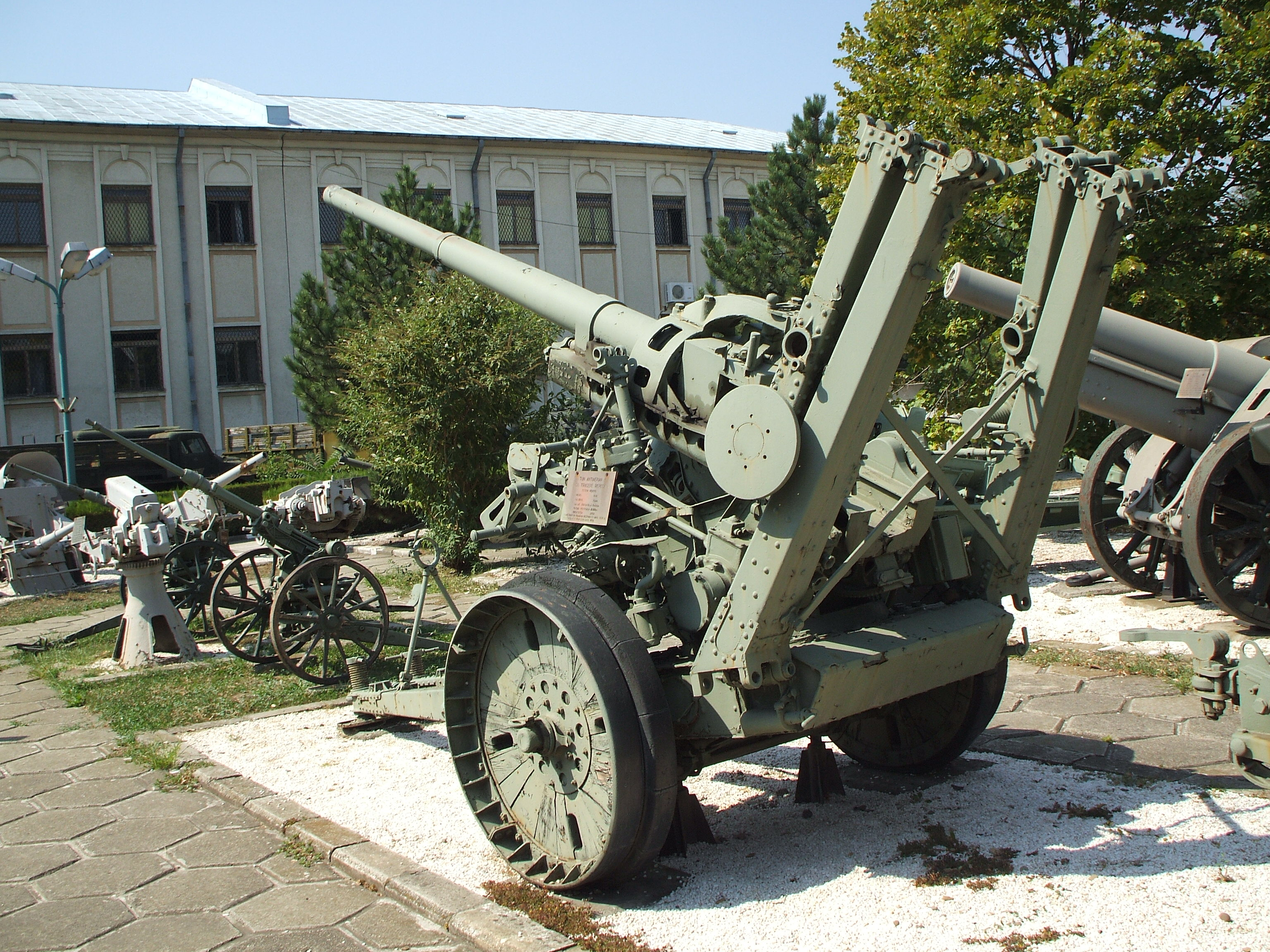
Tunul antiaerian Vickers-Reșița Model 1936 fabricat sub licență în România.

La mijlocul anului 1942, când trupele române au întâlnit în număr mare tancurile medii sovietice T-34 și cele grele KV-1, singura armă capabilă de a perfora blindajul acestora s-a dovedit a fi tunul antiaerian Vickers-Reșița Model 1936 de calibrul 75 mm. În decembrie 1942, în timpul bătăliei de la Stalingrad, tancurile sovietice au ocupat aeroportul militar românesc din Tazinskaia. Folosind tunurile antiaeriene Vickers-Reșița, trupele române au reușit să distrugă cinci tancuri medii sovietice în timpul acelor lupte. Tunul antiaerian nu putea fi însă folosit în luptele antitanc precum cel german de calibrul 88 mm FlaK 36 fiindcă era mult prea greu, nu putea trage dacă era în poziție de marș, punerea în baterie dura prea mult, avea o siluetă mare și nu avea scut de protecție. În plus, tunul antiaerian avea 5200 de piese. Procesul de fabricație fiind complicat, rata de producție era de 5 exemplare pe lună în octombrie 1942. Între anii 1944-1945 s-a încercat montarea tunului antiaerian pe un afet Bofors cu două punți și folosirea unui scut de protecție, însă proiectul nu s-a concretizat, tunurile antiaeriene fiind vitale pentru apărarea rafinăriilor de la Ploiești.
Ministerul Armamentului și Marele Stat Major a decis pe 2 iunie 1942 proiectarea unei noi piese de artilerie, care să poată fi folosită atât ca tun de câmp, cât și ca tun antitanc. Proiectarea efectivă a tunului a început pe 1 februarie 1943.

### Realizarea noului tun
Colonelul (la vremea respectivă) Valerian Nestorescu, șef al Serviciului material de artilerie, a fost însărcinat cu redactarea unui referat în care să fie prezentate caracteristicile noului tun și mijloacele prin care acesta urma să intre în procesul de fabricație. Colonelul Nestorescu fusese implicat în realizarea tubării amovibile a vechilor tunuri de câmp, în producția tunului antiaerian Vickers-Reșița și asimilarea aruncătorului de mine sovietic de calibrul 120 mm de către industria locală de armament. Nestorescu a sugerat utilizarea celor mai bune trăsături ale tunurilor antitanc germane și sovietice pentru a evita un proces îndelungat de realizare. Noul tun urma să folosească cât mai multe componente ale tunurilor aflate deja în producție. Prototipul urma a fi realizat de Uzinele Reșița, iar în procesul de fabricație urmau să fie implicați și alți colaboratori pentru a mări capacitatea de producție.

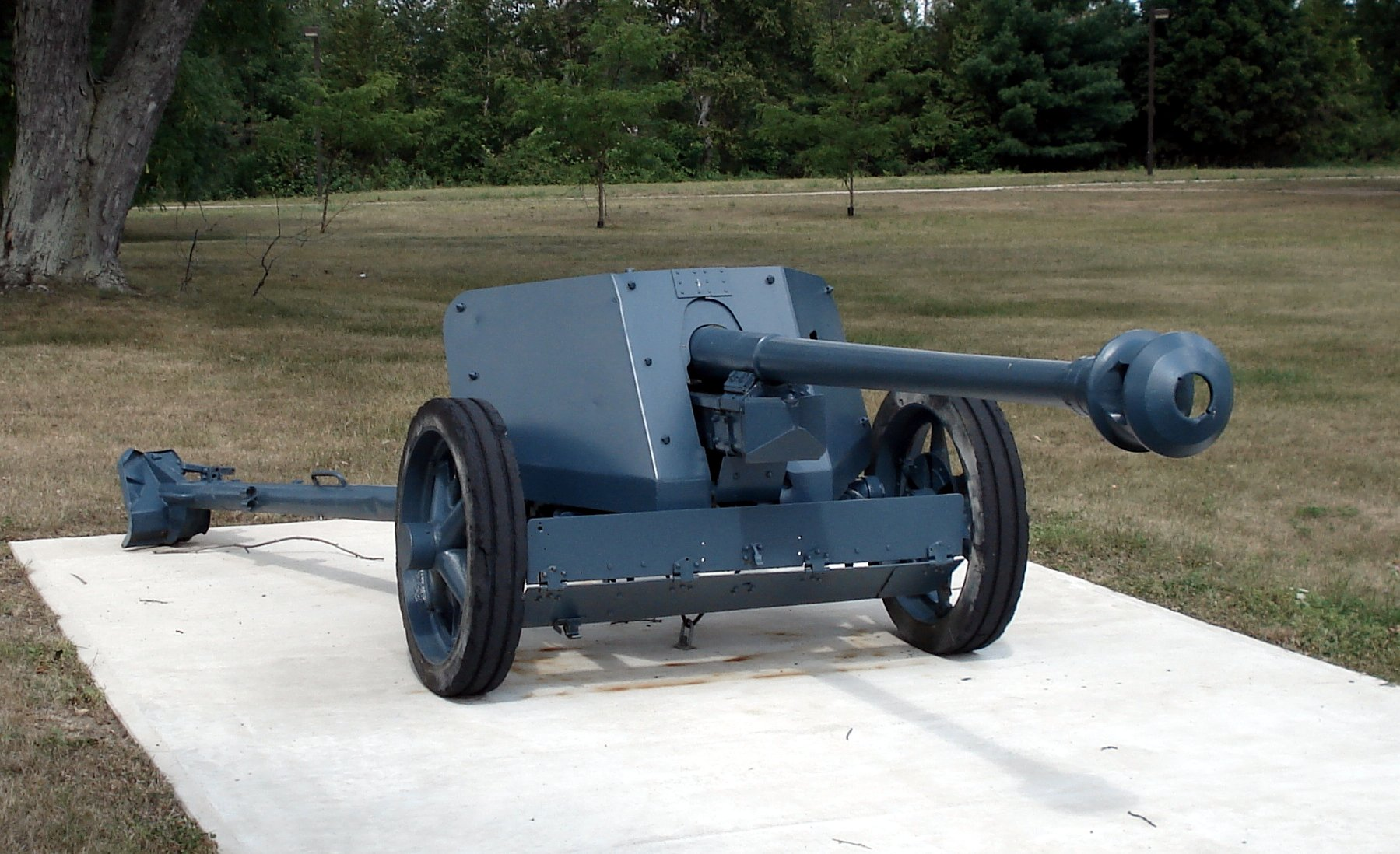
Tunul antitanc german PaK 40 de calibrul 75 mm.

La Uzinele Reșița au fost aduse toate modelele de tunuri care au fost considerate a fi utile în proiectarea noii piese. Trei prototipuri au fost produse din piesele originale sau modificate ale tunurilor sovietice Model 1936 și Model 1942 (76.2 mm), tunului antiaerian Vickers-Reșița Model 1936 și ale tunului german PaK 40. Scopul principal al lucrărilor de proiectare era creșterea energiei cinetice la gura țevii în vederea obținerii unor performanțe balistice superioare în lupta antitanc.
Cele trei prototipuri au fost testate în luna septembrie 1943 în poligonul Sudiți. Testele comparative au inclus și tunul antitanc sovietic ZiS-3 Model 1942 (captură), tunul german PaK 40, un tun de câmp FF-KF-RF și o baterie de tunuri ZiS-3 Model 1942 fabricate la Uzinele Reșița. Prototipul numărul 1 (un tun antitanc ZiS-3 Model 1942 modificat: camera proiectilului de la Vickers-Reșița, ghinturi tip ZiS-3 și calibrul 75 mm) și numărul 3 (afet ZiS-3 Model 1942 cu țeava și frâna de tragere a tunului FF-KF-RF) au fost respinse. Al doilea prototip, realizat în două variante, s-a dovedit a fi cel mai performant. Varianta „a” folosea camera de încărcare a tunului Vickers-Reșița și ghinturile tunului sovietic ZiS-3 Model 1942 de calibrul 76,2 mm. Varianta „b” folosea afetul, mecanismul de tragere și recul al tunului sovietic ZiS-3 Model 1942, țeava, ghinturile și camera de încărcare a tunului Vickers-Reșița, camera proiectilului și frâna de gură a tunului PaK 40. Materialul folosit pentru realizarea acestei variante era denumit „RNCM-110” (oțel românesc aliat cu nichel, crom și molibden cu o rezistență la rupere de 110 kgf/mm2).

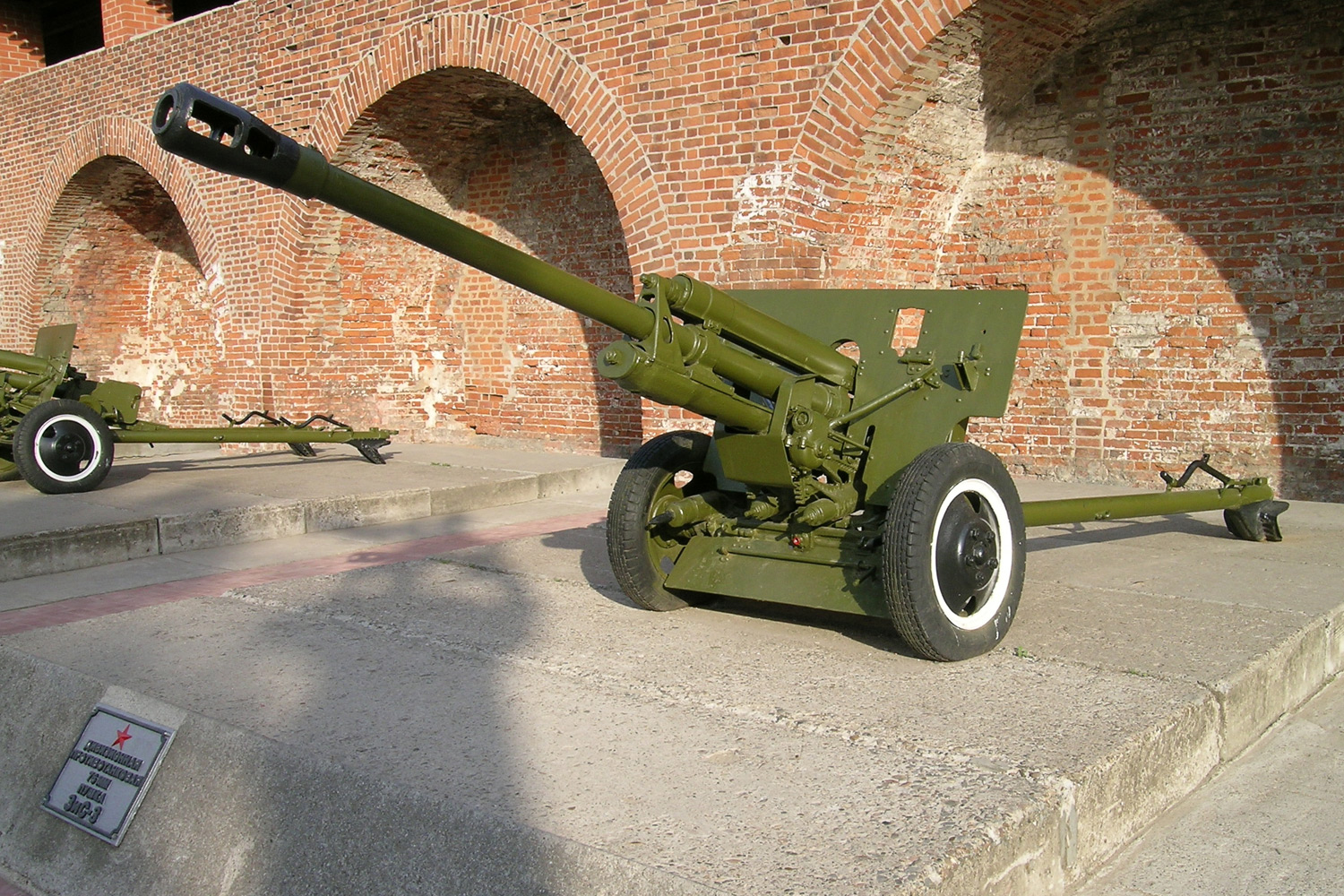
Tunul divizionar de câmp sovietic ZiS-3 de calibrul 76,2 mm Model 1942.

Varianta „b” a prototipului nr. 2 s-a dovedit a fi cea mai performantă, atât ca tun antitanc, cât și ca tun de câmp. În luna octombrie a anului 1943 a fost organizată o demonstrație ad-hoc pentru mareșalul Ion Antonescu. Acesta urmărise anterior o demonstrație a prototipului vânătorului de care Mareșal înarmat cu un obuzier sovietic de calibrul 122 mm. Prezentarea prototipului vehiculului blindat s-a soldat cu un eșec: vânătorul de tancuri nu a reușit să perforeze deloc blindajul unui tanc aflat în poligon, deși au fost executate trageri și de la distanță mică (300 de metri). Colonelul Valerian Nestorescu a sugerat deplasarea comisiei către o altă locație din poligon. Aici se aflau opt blindaje cu o grosime de 10 cm amplasate astfel: primele patru se aflau la 300 de metri (dispuse la un unghi de 30º), celelalte trei la 500 de metri (același unghi) și ultimul la 1000 de metri (în poziție verticală). Căpitanul inginer Eugen Burlacu s-a ocupat de executarea tragerilor cu varianta „b” a prototipului nr. 2. Acestea au fost în număr de nouă (prima lovitură asupra blindajului aflat la 1000 de metri nu a nimerit ținta) și au durat în total un minut și douăzeci de secunde. Performanțele tunului au fost următoarele: distrugerea completă a primelor patru blindaje aflate la 300 de metri, perforarea completă a celor trei aflate la 500 de metri și străpungerea celui aflat la 1000 de metri. Comisia militară aflată la fața locului a decis folosirea noii piese de artilerie drept armament principal pentru vânătorul de care Mareșal și demararea urgentă a producției tunului antitanc. Statul Major și Ministerul Înzestrării Armatei au decis lansarea unei comenzi de 1100 de tunuri antitanc în luna decembrie a anului 1943. Tunul a fost denumit oficial „DT-UDR Nr. 26, calibrul 75 mm, Model 1943” (DT-UDR Nr. 26 fiind o abreviere de la Direcția Tehnică și Uzinele de fier și Domeniile Reșița, Numărul 26). Ulterior, a fost redenumit „Tac-75-Nr.26” (Tun anticar de calibrul 75 mm Numărul 26), însă trupele foloseau de obicei denumirea neoficială „Reșița Model 1943”.

## Descriere

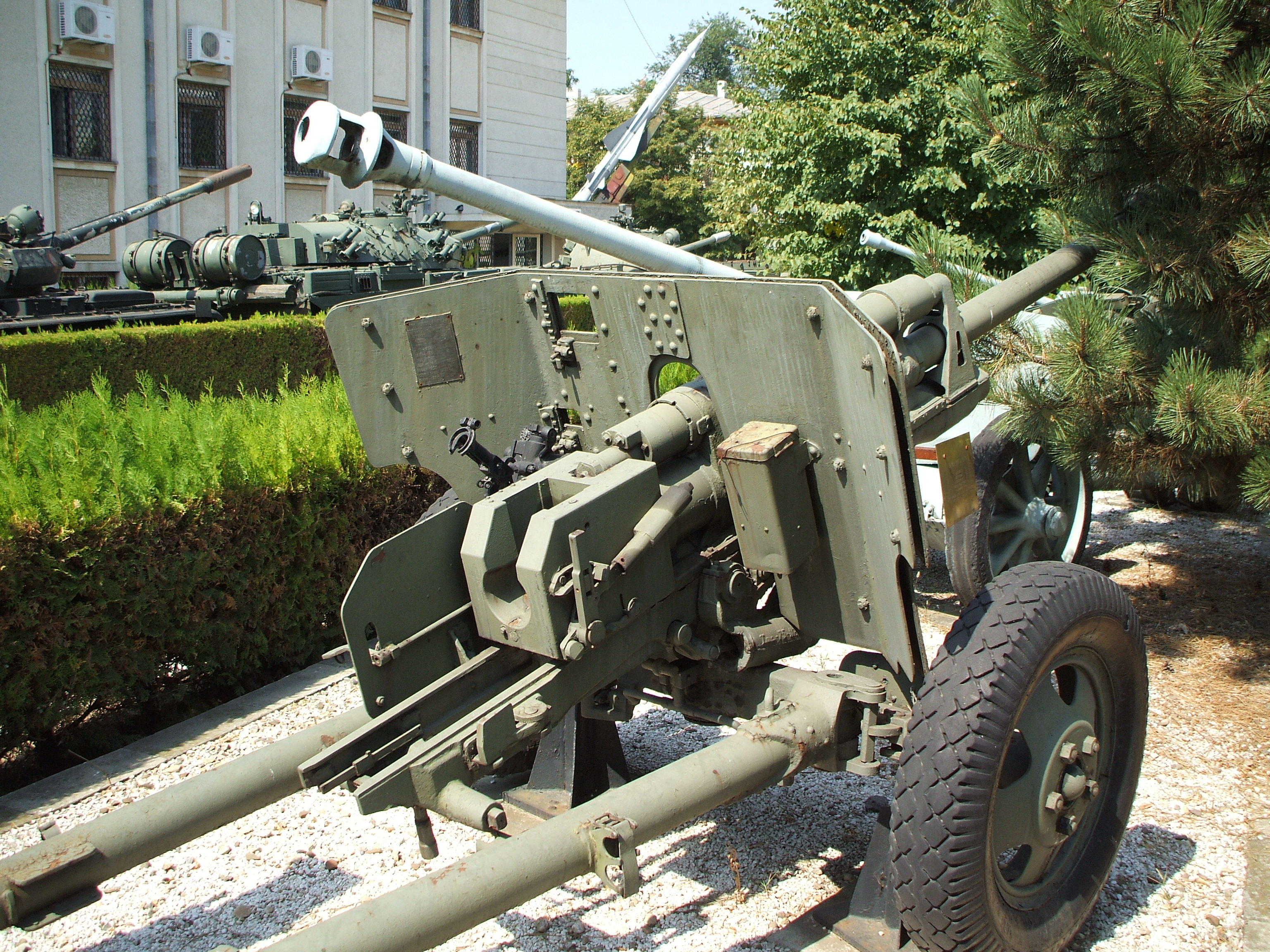
Tunul DT-UDR Nr. 26, vedere dinspre culată.

Tunul DT-UDR Nr. 26 avea 680 de piese, cu 70 de elemente mai mult decât tunul sovietic ZiS-3, însă mult sub cele 1200 de piese ale tunului antitanc german PaK 40. Piesa de artilerie era prin urmare mult mai simplu de construit. De la tunul sovietic împrumuta afetul, roțile, fălcelele, mecanismul de recul și tragere. Țeava tunului, ghinturile (în număr de 24, constante) și camera tubului cartuș era similare tunului antiaerian Vickers-Reșița Model 1936. Scutul de protecție, frâna de gură și camera proiectilului erau copiate de la tunul german PaK 40. Scutul de protecție avea forma unei jumătăți de hexagon, fiind construit din două foi de tablă de oțel cu grosimea de 6 mm, distanțate la 20 mm una de cealaltă. Proiectilul perforant tip „Costinescu”, cu greutatea de 6,6 kilograme, era o combinație între proiectilul german PzGr 40 (Panzergranate 40) și tubul cartuș britanic „Vickers”. Tunul DT-UDR Nr. 26 avea o viteză inițială a proiectilului de 1040 metri pe secundă (energie la gura țevii: 235 tfm). Puterea de perforare a tunului era superioară atât tunului sovietic ZiS-3 (745 m/s, 175 tfm), cât și celui german PaK 40 (990 m/s, 205 tfm). Durata de exploatare a țevii a fost determinată în vara anului 1943, fiind estimată la 500 de proiectile perforante. Aceasta era semnificativ redusă în comparație cu tunul german PaK 40 (6000 de lovituri antitanc), însă țeava putea fi înlocuită relativ ușor. Luneta panoramică și înălțătorul erau model „Șeptilici”, fiind realizate în țară de către Întreprinderea Optică Română.
Reșița Model 1943 combina simplitatea și bătaia maximă a tunului sovietic ZiS-3 cu puterea de perforare a tunului german PaK 40. Tunul putea străpunge peste 100 de milimetri de blindaj dispuns la un unghi de 30º la distanța de 500 metri. Bătaia eficace pentru proiectilul perforant era de 1,5 kilometri. Bătaia maximă a proiectilului exploziv era de 11,4 kilometri. Greutatea în baterie era de 1430 kilograme, iar în bătaie de 1470 kilograme. Cadența de tragere era de până la 20 de lovituri pe minut. Debitele orare erau de 240-280 de obuze, o creștere de peste 100% față de tunurile care se aflau deja în dotarea armatei. În comparație cu tunurile de câmp tubate amovibil model 1902/36, tunul Reșița era bifleș. Câmpul de tragere orizontal fusese mărit de 7 ori, iar tragerile la distanțe mari nu necesitau o groapă la sapele fălcelelor. Ochirea în plan orizontal și în plan vertical putea fi realizată de un singur servant, iar acesta putea executa și darea focului. Tunul avea și un opritor care semnala automat dacă țeava tunului urma să atingă solul în momentul reculului. Având afetul bifleș, piesa de artilerie avea stabilitatea și precizia necesară tragerii a trei proiectile consecutive fără a necesita ajustări.

## Producție

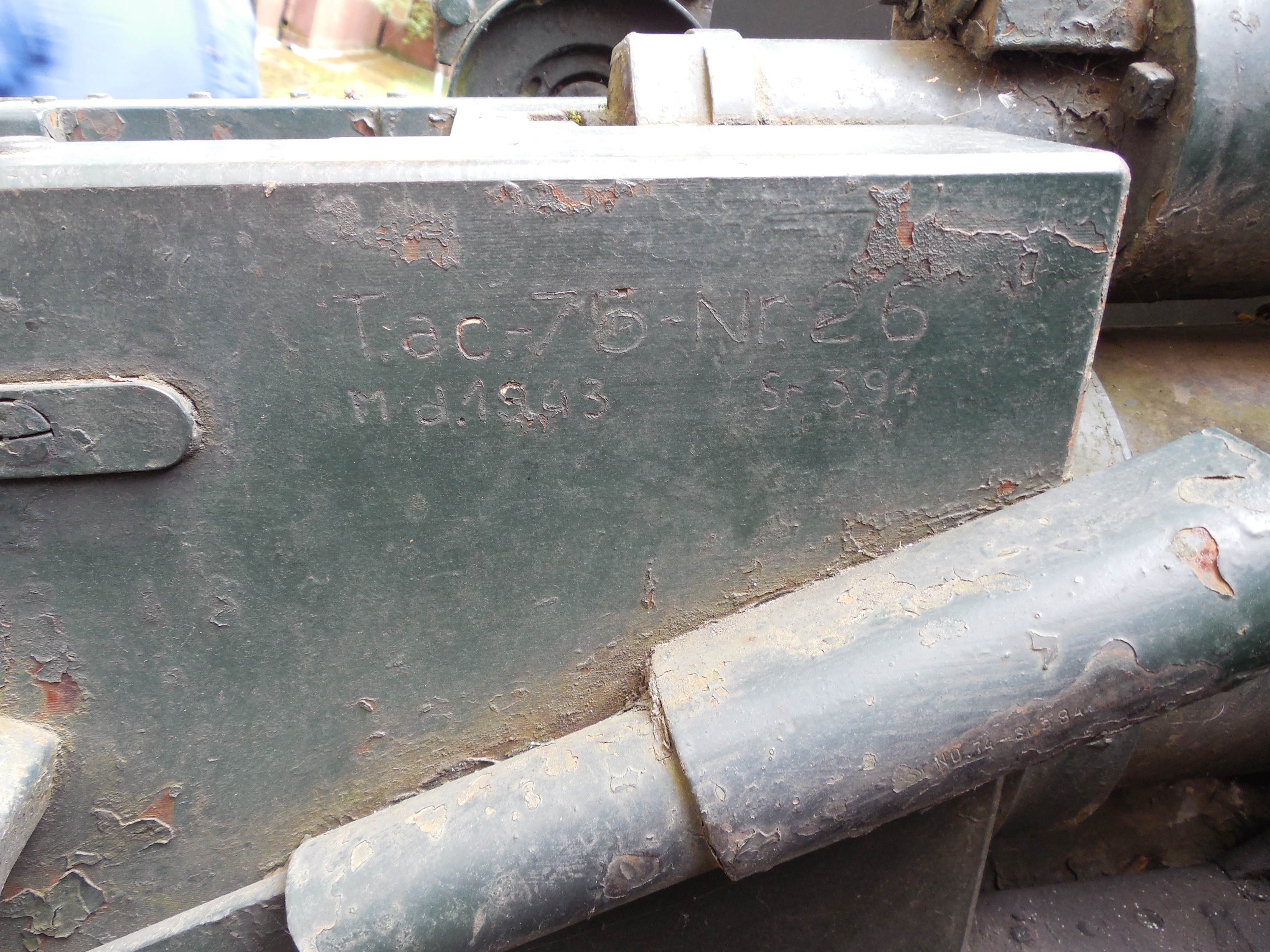
Inscrisurile de pe culata tunului de la Muzeul Militar Oradea. Seria 394.

Producția în serie a fost demarată pe 25 februarie 1944 la Uzinele Reșița, Astra Brașov și Concordia Ploiești. Ultimele două fabrici nu au respectat normele folosite de obicei, fiind sărite mai multe etape din procesul de asimilare, precum semnarea unui contract sau alcătuirea unui caiet de sarcini. Uzinele Reșița urmau să asigure documentația tehnică, personalul calificat, sculele și instrumentele necesare fabricației tunului Reșița Model 1943 la aceste fabrici. Astra Brașov și Concordia urmau apoi să execute un prototip. Concomitent, era pregătită producția în serie. Procesul de fabricație a fost supervizat de colonelul Valerian Nestorescu, acesta având la dispoziție comisii militare de recepție și control. Muniția necesară a fost fabricată la Uzinele Emil Costinescu din Sinaia. Inițial, comenzile pentru proiectile erau disproporționate: 2000 de lovituri perforante și 200 de lovituri explozive pentru fiecare tun. La intervenția colonelului Nestorescu, raportul a fost modificat corespunzător. Reducerea numărului de proiectile perforante a condus la creșterea performanțelor antitanc ale acestora, prin utilizarea unor aliaje speciale.
Producția piesei antitanc a fost oprită în decembrie 1944 din ordinele forțelor sovietice de ocupație. Numărul exact al tunurilor fabricate în total diferă în funcție de sursă. Cel mai des număr vehiculat este de 216 exemplare. Mark Axworthy menționează însă în cartea „Third Axis. Fourth Ally. Romanian Armed Forces in the European War, 1941-1945.” faptul că 372 de exemplare Reșița Model 1943 au fost fabricate: 210 la Uzinele Reșița, 120 la Uzinele Astra Brașov și 42 la Uzinele Concordia. Cu toate acestea, este foarte posibil ca numărul de tunuri produse să fie chiar mai mare, având în vedere că exemplarul păstrat la Oradea are seria 394.

## Variante
La sugestia locotenent-colonelului Paul Drăghiescu, mareșalul Ion Antonescu a decis folosirea tunului Reșița Model 1943 drept armament principal pentru vânătorul de care „Mareșal”. Ultimele trei prototipuri (M-04, M-05 și M-06) au folosit o variantă adaptată a tunului antitanc. Prototipul M-04 a fost testat în luna februarie 1944 în poligonul de la Sudiți. Șasiul vânătorului de tancuri s-a dovedit a fi capabil de a rezista la reculul tunului. Colonelul Valerian Nestorescu a participat la perfecționarea prototipurilor M-05 și M-06 din luna martie 1944. În urma testelor de rezistență din iulie-august, prototipul M-05 a suferit o defecțiune la afetul tunului. După 23 august 1944, testele și producția au fost sistate. În septembrie testele au fost reluate pentru o scurtă perioadă, însă pe 26 octombrie 1944 documentația și prototipurile au fost confiscate de către Comisia Sovietică de Control, proiectul fiind abandonat.

## Utilizare

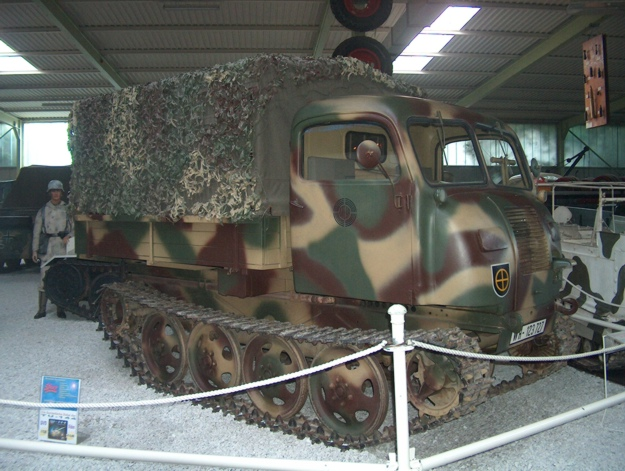
Tractorul de artilerie RSO/1.

Primele tunuri au fost livrate Diviziei 1 Blindate „România Mare” în primăvara anului 1944. Din vara aceluiași an, diviziile de infanterie și cavalerie au primit și ele câte o baterie de șase piese. Din decembrie 1944, numărul de tunuri alocat diviziilor a crescut la două baterii organizate într-un divizion. Tunurile Reșița Model 1943 au fost și în dotarea celor două regimente antitanc motorizate formate din artileria fostelor divizii de grăniceri la sfârșitul lunii august 1944. Fiecare regiment avea câte 36 de tunuri. Cele două formațiuni au fost subordonate Armatei I și IV. În primăvara anului 1945, majoritatea diviziilor de pe Frontul de Vest aveau șase sau douăsprezece tunuri antitanc Reșița Model 1943 în dotare.
Tracțiunea tunului era auto. Regatul României a achiziționat 100 de tractoare de artilerie RSO/1 în 1943, acestea fiind principalul mijloc de tractare a tunurilor antitanc până la sfârșitul verii anului 1944. Ulterior, tunurile au fost tractate hipo, din cauza pierderilor și a lipsei pieselor de schimb. Tunurile Reșița Model 1943 urmau să fie tractate de tractorul românesc T-1, fiind realizată o comandă pentru 1000 de bucăți la Uzinele Ford din România. Cinci prototipuri au fost realizate și testate în vara anului 1944. Tractorul T-1 nu a ajuns însă în faza de producție, proiectul fiind anulat după 23 august 1944.
Când trupele române au primit în număr semnificativ tunul Reșița Model 1943, Armata Roșie folosea deja tancurile IS-2. Blindajul frontal al acestor tancuri grele era dificil de perforat la distanțe normale pe câmpul de luptă. În confruntările cu tancurile medii, precum T-34/85 (pe Frontul de Răsărit) sau Panzer IV (pe Frontul de Vest), tunul avea performanțe bune, similare tunului antitanc german PaK 40.
Performanțele tunului antitanc în timpul Bătăliei pentru România nu sunt cunoscute. În timpul luptelor dintre forțele germane și trupele române după evenimentele din 23 august 1944, tunul Reșița s-a dovedit a fi foarte eficient. Pe 29 august, lângă satul Pogoanele, elemente ale Diviziei 21 Infanteriei au folosit cu succes o secție de tunuri Reșița pentru a forța o coloană germană aparținând Diviziei 10 Panzergrenadier să se predea. În timpul luptelor de urmărire din Transilvania și Cehoslovacia, tunurile antitanc se aflau în avangarda unităților române, fiind folosite ca tunuri de sprijin. Deși piesa era eficientă ca tun de însoțire, utilizarea sa în prima linie nu era indicată, tunul având genuliera mare și o greutate care nu permitea manevrarea de către servanți. Deseori, tunurile Schneider-Concordia de calibrul 47 mm și cele sovietice (capturate) de calibrul 45 mm erau folosite în prima linie ca tunuri de însoțire, fiind mult mai ușor de manevrat în teren. Piesele Reșița Model 1943 au fost amplasate pe malurile râurilor pentru a sprijini forțarea acestora. În timpul operațiunilor defensive, apărarea antitanc era organizată în puncte de sprijin. Acestea erau formate din unul sau două tunuri Reșița de calibrul 75 mm și două sau trei tunuri de calibrul 45/47 mm. Spre sfârșitul războiului, apărarea antitanc era amplasată pe mai multe eșaloane în adâncime care acopereau întregul sector al Armatelor I și IV. În timpul luptelor din mediul urban, tunurile antitanc Reșița au fost folosite pentru a distruge punctele de rezistență ale inamicului.
După sfârșitul celui de-al Doilea Război Mondial, tunurile Reșița Model 1943 au fost păstrate în dotare până în anii 1950 (Batalionul 357 Artilerie Antitanc din Brașov încă avea în dotare tunul în anul 1954), ulterior fiind folosite pentru instrucție din cauza calibrului occidental. Au fost folosite în acest rol până în anul 1998. 

## Exemplare păstrate
- 2 exemplare în Piața Libertății din Timișoara
- 2 exemplare la Muzeul Militar din Iași
- 1 exemplar la Muzeul Militar Național din București (seria 293)
- 1 exemplar în fața Muzeului Militar din Oradea (seria 394)
- 1 exemplar la Muzeul Militar din Dej
- 1 exemplar la Muzeul de Artilerie in aer liber din cadrul Scolii de Artilerie din Sibiu
- 1 exemplar la Muzeul Militar din Constanța